# Radovan Vujanović
Radovan Vujanović (serb.-kyrill.: Радован Вујановић; * 18. Februar 1982 in Aranđelovac) ist ein ehemaliger serbischer Fußballspieler auf der Position eines Stürmers.

## Karriere

### Anfänge in Serbien und Österreich
Radovan Vujanović begann seine Fußballkarriere in seiner serbischen Heimat bei Sumadija Aranđelovac, ehe er nach Wien wechselte. Dort spielte er in der viertklassigen Wiener Stadtliga zunächst bei den Amateuren des SK Rapid Wien, später beim Favoritner AC und dem DSV Fortuna 05. Danach wechselte er 2003 zum FK Austria Wien, bei dem er insgesamt 14 Einsätze bei den Amateuren in der drittklassigen Regionalliga Ost bestritt. Dabei machte er mit 19 Treffern auf sich aufmerksam und absolvierte in dieser Zeit unter anderem auch ein Freundschaftsspiel für die Profimannschaft der Austria. Daraufhin wurde er in der Regionalliga Ost zum „Spieler des Jahres 2004“ gewählt und im Januar 2005, wenige Monate bevor die Austria Amateure Meister der Regionalliga wurden, vom deutschen Regionalligisten SC Paderborn 07 abgeworben.

### Vujanović in Deutschland
Mit Paderborn gelang Vujanović 2004/05 der Aufstieg in die 2. Bundesliga, in welcher er im Folgenden vier Spiele bestritt. Im Winter der Zweitliga-Saison 2005/06 löste er seinen Vertrag mit Paderborn jedoch auf und unterschrieb einen neuen Vertrag beim Regionalligisten SV Wehen-Taunusstein. Auch bei diesem blieb Vujanović, trotz drei Toren in elf Spielen während der Rückrunde der Spielzeit 2005/06, nur ein halbes Jahr und wechselte im Anschluss innerhalb der Regionalliga zu Kickers Emden. Nach einigen Anlaufschwierigkeiten etablierte er sich bei diesen als Leistungsträger und konnte 22 Tore in insgesamt 60 Spielen für sich verbuchen. Nach Ablauf seines Vertrages in Emden zum Ende der Saison 2007/08 wechselte er innerhalb der Regionalliga Nord zum 1. FC Magdeburg. Als einziger Spieler der Mannschaft kam er für diesen in allen 34 Punktspielen der Saison 2008/09 zum Einsatz und war mit 20 Toren zudem erfolgreichster Torschütze in den Reihen des FCM. Auch in seinem zweiten Jahr in Magdeburg, in dem er zudem Mannschaftskapitän war, war Vujanović Stammspieler und erzielte 15 Tore in 29 Spielen.
Zur Spielzeit 2010/11 wechselte Vujanović zum F.C. Hansa Rostock, der zuvor aus der 2. Bundesliga in die 3. Liga abgestiegen war. Mit der von Peter Vollmann trainierten Mannschaft gewann er daraufhin den Landespokal Mecklenburg-Vorpommern, wozu er selbst mit drei Toren in vier Einsätzen beigetragen hatte, und erreichte zudem den sofortigen Wiederaufstieg in die 2. Bundesliga, wodurch sich sein ursprünglich bis 2012 datierter Vertrag automatisch bis 2014 verlängerte. Im Anschluss an die Saison wurde Vujanović dann allerdings ein Vereinswechsel nahegelegt, da er mit sieben Toren in 33 Liga-Einsätzen, davon nur vier über die volle Spielzeit, die in ihn gesetzten Erwartungen nicht hatte erfüllen können. Ende August 2011 wechselte Vujanović daraufhin zunächst für ein Jahr zum SC Preußen Münster, der 2011/12 als Aufsteiger in der 3. Liga spielt.

### Rückkehr nach Österreich
Zur Saison 2012/13 kehrte Vujanović nach Österreich zurück und schloss sich dem LASK an, der in der Regionalliga Mitte spielt. Mit 32 Toren krönte sich Vujanović zum Torschützenkönig 2013 in der Regionalliga Mitte und beendete die Saison mit dem LASK auf dem ersten Tabellenplatz. Da die Mannschaft in der Relegation am FC Liefering mit einem Gesamtscore von 0:5 scheiterte, musste sie eine weitere Saison in Österreichs dritthöchster Liga verbringen. In dieser Saison wurde Vujanović mit dem LASK erneut Meister und hatte mit seinen 24 Treffern, mit denen er nur knapp den neuerlichen Titel als Torschützenkönig verpasst hatte (Michael Tieber vom SC Kalsdorf hatte ein Tor mehr erzielt), maßgeblichen Anteil daran. In der Relegation erzielte er beide Tore seiner Mannschaft und schaffte mit den Oberösterreichern den Weg zurück in den Profifußball.
2014/15 fungierte er weiterhin als Stammkraft in der Offensive, wurde in alles 36 Meisterschaftsspielen eingesetzt, wobei er es zu 13 Toren brachte und wechselte im Sommer 2015 zum SV Horn in die Regionalliga Ost. Dort blühte der Stürmer wieder auf und erzielte in 28 Meisterschaftsspielen 19 Tore. Ab der Saison 2016/17 lief Vujanović in der viertklassigen oberösterreichischen Landesliga für den Aufsteiger ASKÖ Oedt auf. Dort wurde er gleich in der ersten Saison Vizemeister hinter der Union Vöcklamarkt und sicherte sich in der nachfolgenden Spielzeit 2017/18 mit dem Klub den Meistertitel der OÖ Liga. Mit Einsätzen in allen 30 Meisterschaftspartien war Vujanović einer der Schlüsselspieler der Mannschaft und hatte mit seinen 38 erzielten Toren, die ihn zum Torschützenkönig machten, maßgeblichen Anteil am Erfolge seiner Mannschaft in dieser Saison. Im Sommer 2019 beendet er hier seine Karriere als Aktiver und war auch in seiner letzten Saison noch mit 29 von 30 möglich gewesenen Ligapartien ein Stammspieler gewesen und war mit 18 Toren zudem der besten Torschütze seiner Mannschaft und hatte nur knapp den Titel als Torschützenkönig verpasst. Mit dem ASKÖ Oedt wurde er abermals Meister der OÖ Liga.

## Die Karriere danach
Nach dem offiziellen Ende seiner Fußballlaufbahn wurde Vujanović sportlicher Leiter des ASKÖ Oedt. Seit September 2021 ist er Sportdirektor beim LASK. Im März 2023 stieg Vujanović zum Geschäftsführer Sport auf.
Mit dem 3. September 2024 wurde Vujanovíc von seinen Aufgaben als Sportdirektor des Linzer ASK entbunden.